# NGC 6084
NGC 6084 (również PGC 57575 lub UGC 10291) – galaktyka spiralna (Sab), znajdująca się w gwiazdozbiorze Herkulesa. Odkrył ją Lewis A. Swift 6 czerwca 1886 roku. Jest to galaktyka z aktywnym jądrem typu LINER.